# Kalkflachmoor mit Kalkquellfluren westlich Schleching

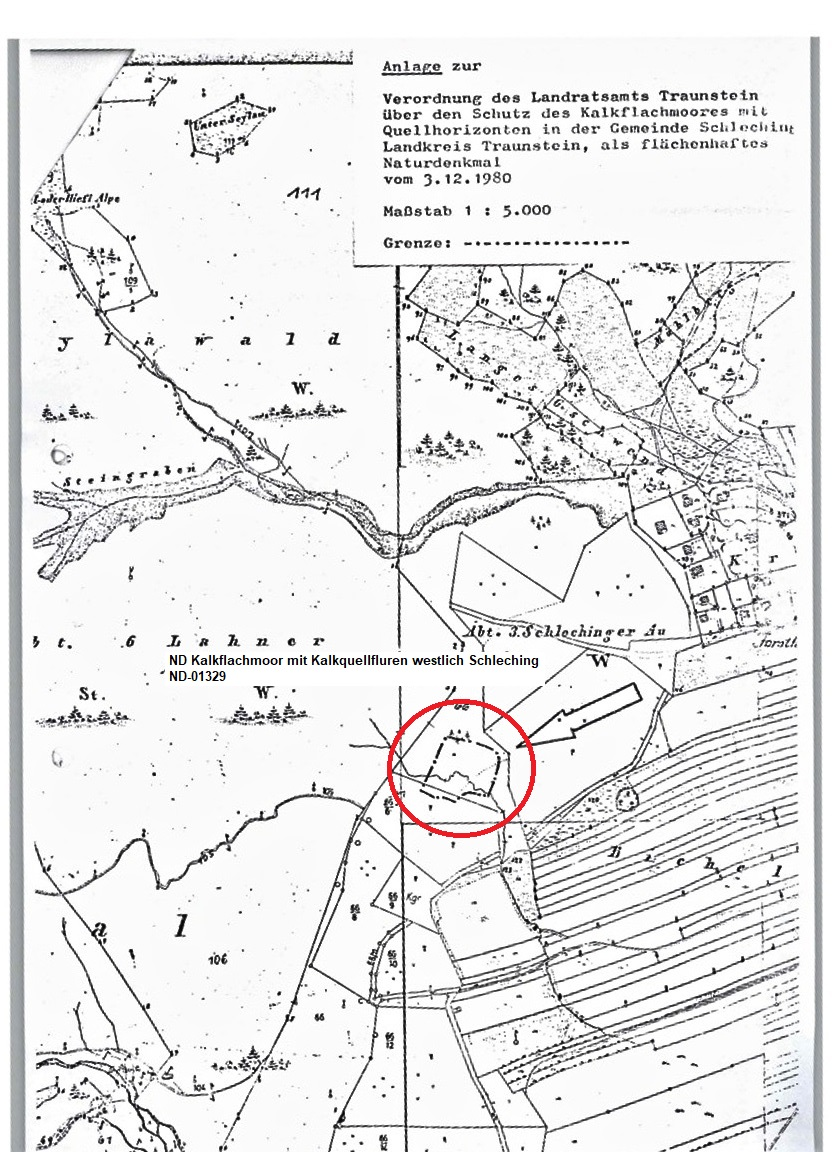
Lageplan Amtsblatt

Das Kalkflachmoor mit Kalkquellfluren westlich Schleching in der Gemeinde Schleching ist ein 0,60 ha großes flächenhaftes Naturdenkmal im Landkreis Traunstein.
Es erhielt im Dezember 1980 durch Verordnung des Landratsamtes Traunstein den Schutzstatus und wird vom Bayerischen Landesamt für Umwelt unter der Nummer ND-01329 gelistet.

## Schutzzweck
Das Kalkflachmoor und die Kalkquellfluren sind als flächenhaftes Naturdenkmal zu schützen, da es sich hier um ein Sekundärbiotop hoher Qualität handelt und seine Erhaltung wegen seiner hervorragenden Eigenart und Seltenheit, seiner ökologischen, wissenschaftlichen, floristischen und faunistischen Bedeutung im öffentlichen Interesse liegt.